# Kirche von Gärdslösa

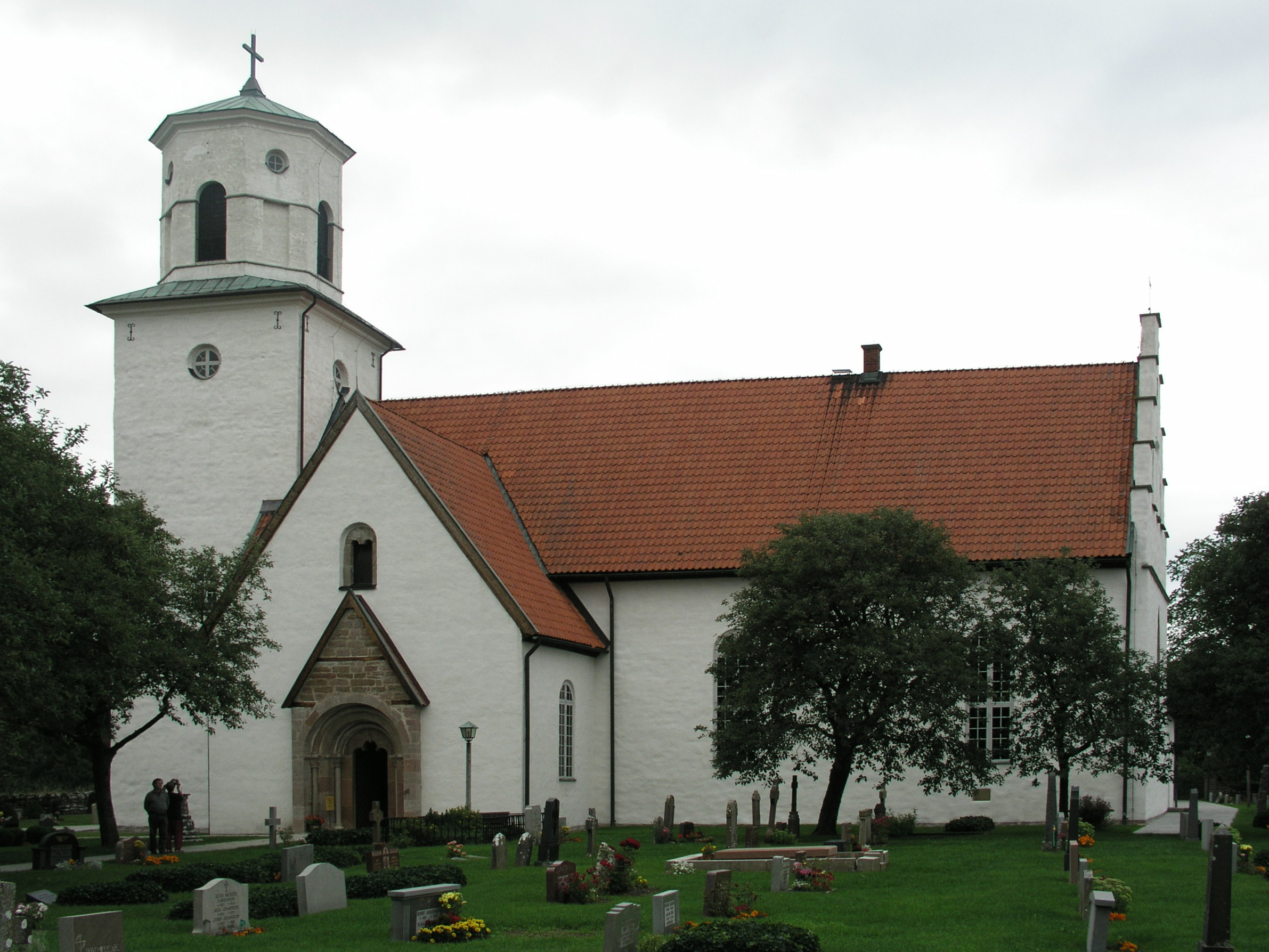
Kirche von Gärdslösa, Südseite

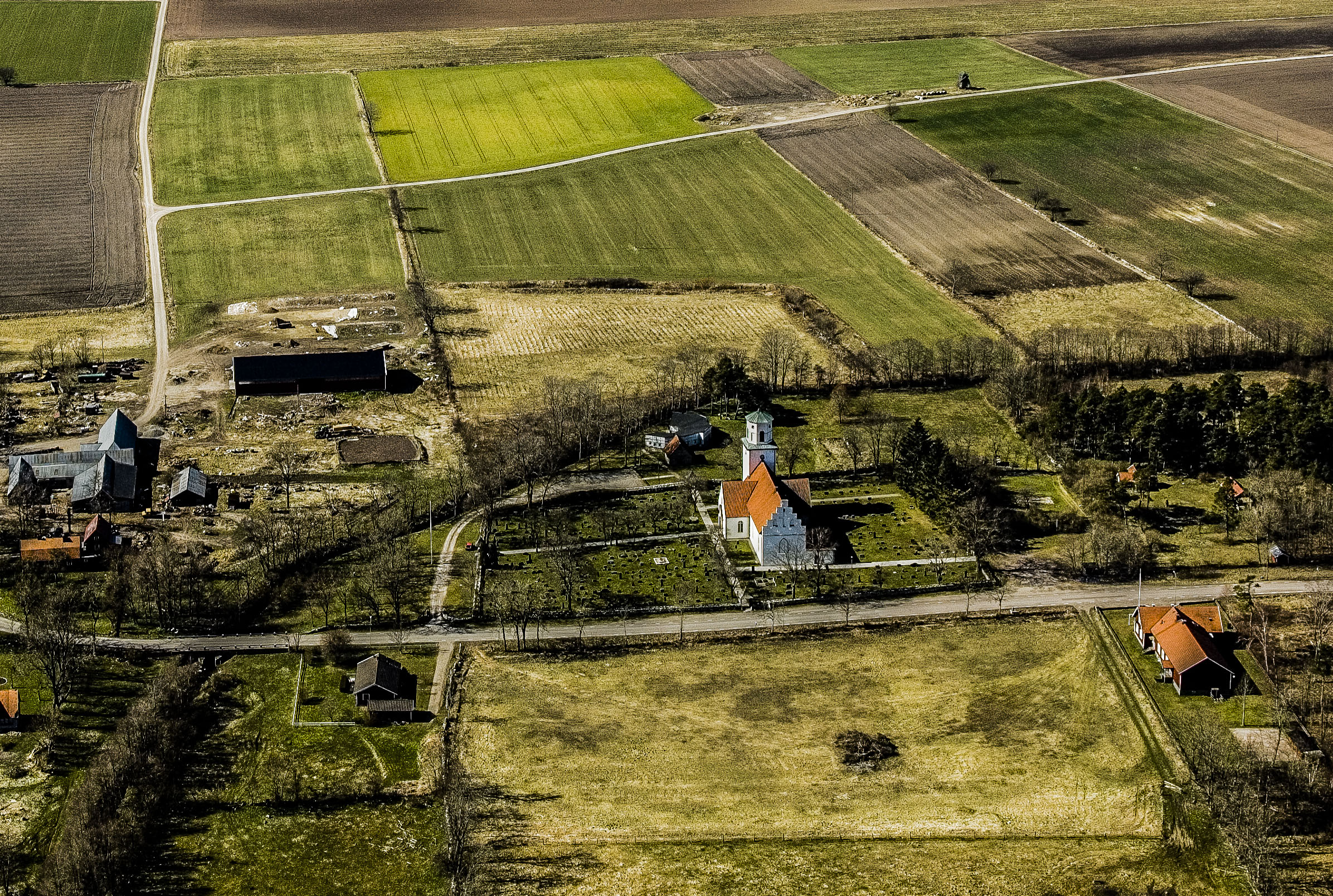
Luftbild der Kirche von Gärdslösa

Die Kirche von Gärdslösa ist die Kirche des auf der schwedischen Ostseeinsel Öland liegenden Ortes Gärdslösa. Sie gilt als die besterhaltene mittelalterliche Kirche Ölands.

## Architektur
Es wird davon ausgegangen, dass es in Gärdslösa bereits im 11. Jahrhundert eine aus Holz errichtete Kirche gab, allerdings konnte dies nicht nachgewiesen werden. Das heutige Gebäude geht auf das 12. Jahrhundert zurück. Das Kirchenschiff wurde 1138 geweiht. Der westlich des Schiffs befindliche Turm entstand zum Ende des 12. Jahrhunderts. Im Zuge der Umgestaltung zur Wehrkirche gegen heidnische Seeräuber wurde der Turm um 1200 um ein Wehrgeschoss erhöht.
Die nach Norden und Süden vom Kirchenschiff abgehenden Kreuzarme entstanden in der Mitte des 13. Jahrhunderts. Die Decken der Kreuzarme sind gewölbt. An der Nord- und an der Südseite befindet sich jeweils ein Portal. Als Baumeister der Kreuzarme und dort befindlicher Säulen samt Sockeln und Kapitellen wird Håkan Tanna vermutet.
Um 1270 wurde ein ursprünglicher apsidenförmiger Chor abgebrochen und stattdessen der heutige gerade errichtet. Die Ostfassade des Chores wird von einem mit Blendbögen verzierten Staffelgiebel bekrönt. Bis zur Verbreiterung des Schiffes war der neue Chor breiter als das Kirchenschiff.
Die Sakristei entstand im 18. Jahrhundert. Der Zugang vom Chor erfolgt durch ein altes romanisches Portal. An der Südseite der Kirche finden sich Reste einer früheren Sakristei.

## Innenausstattung

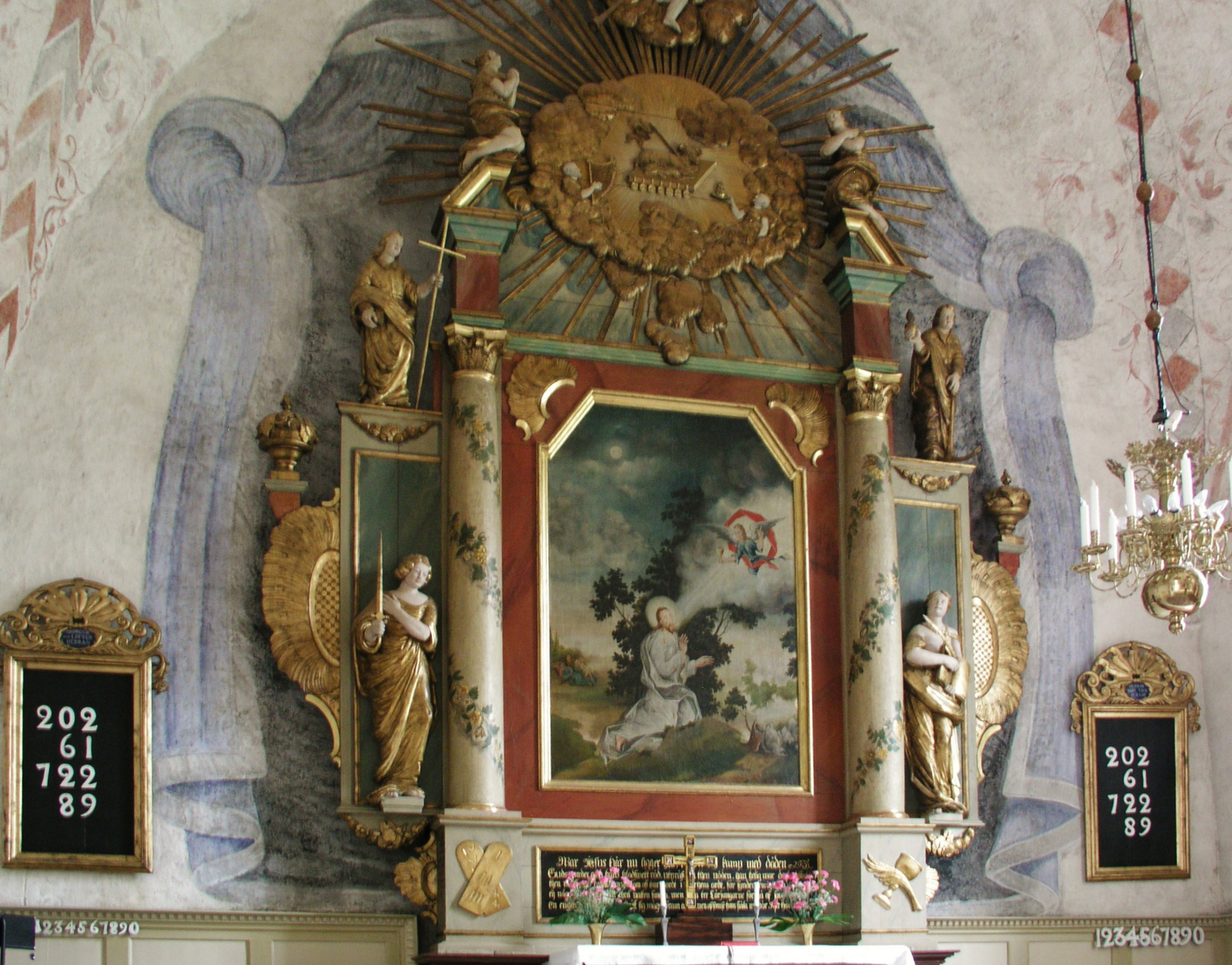
Altar

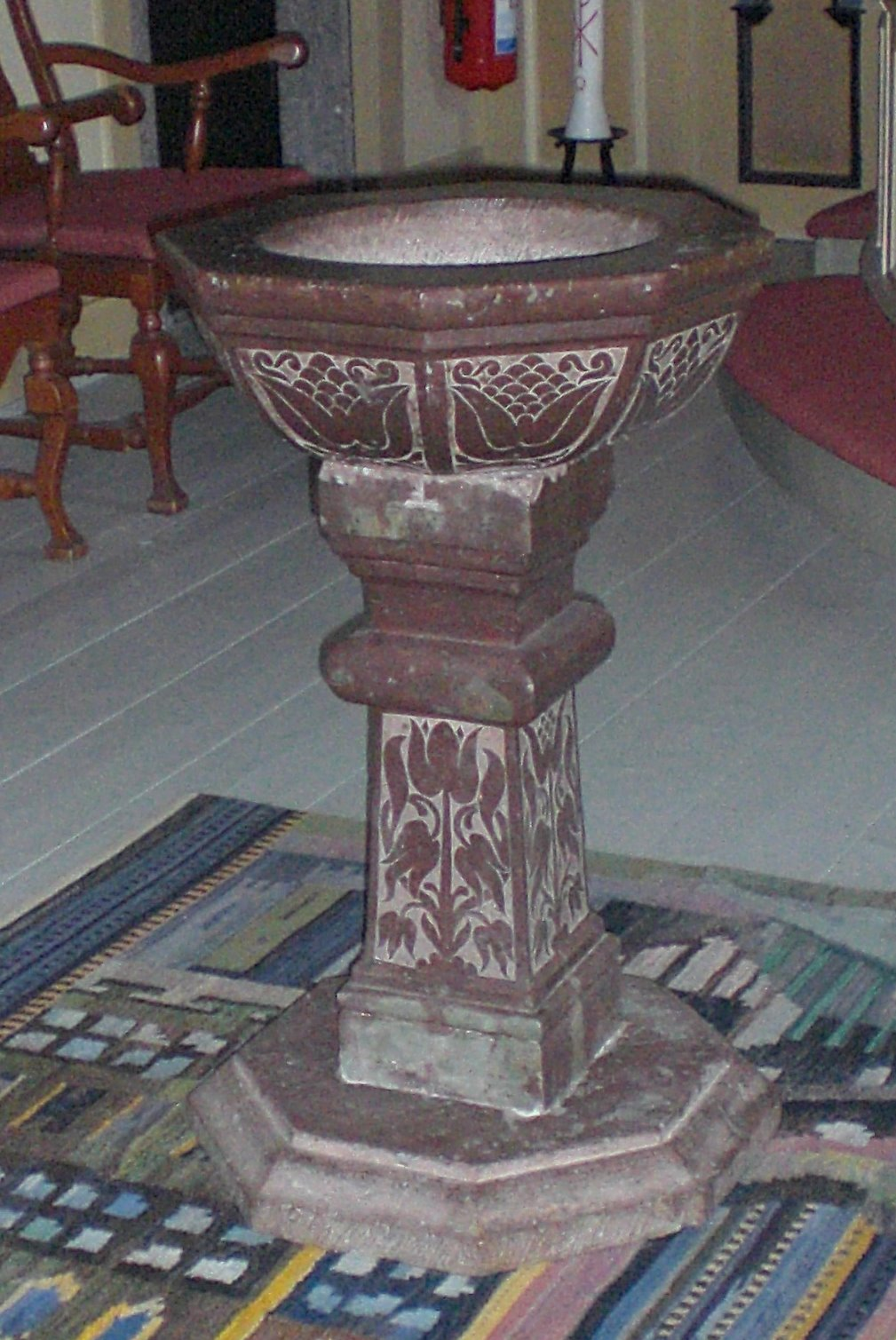
Taufstein

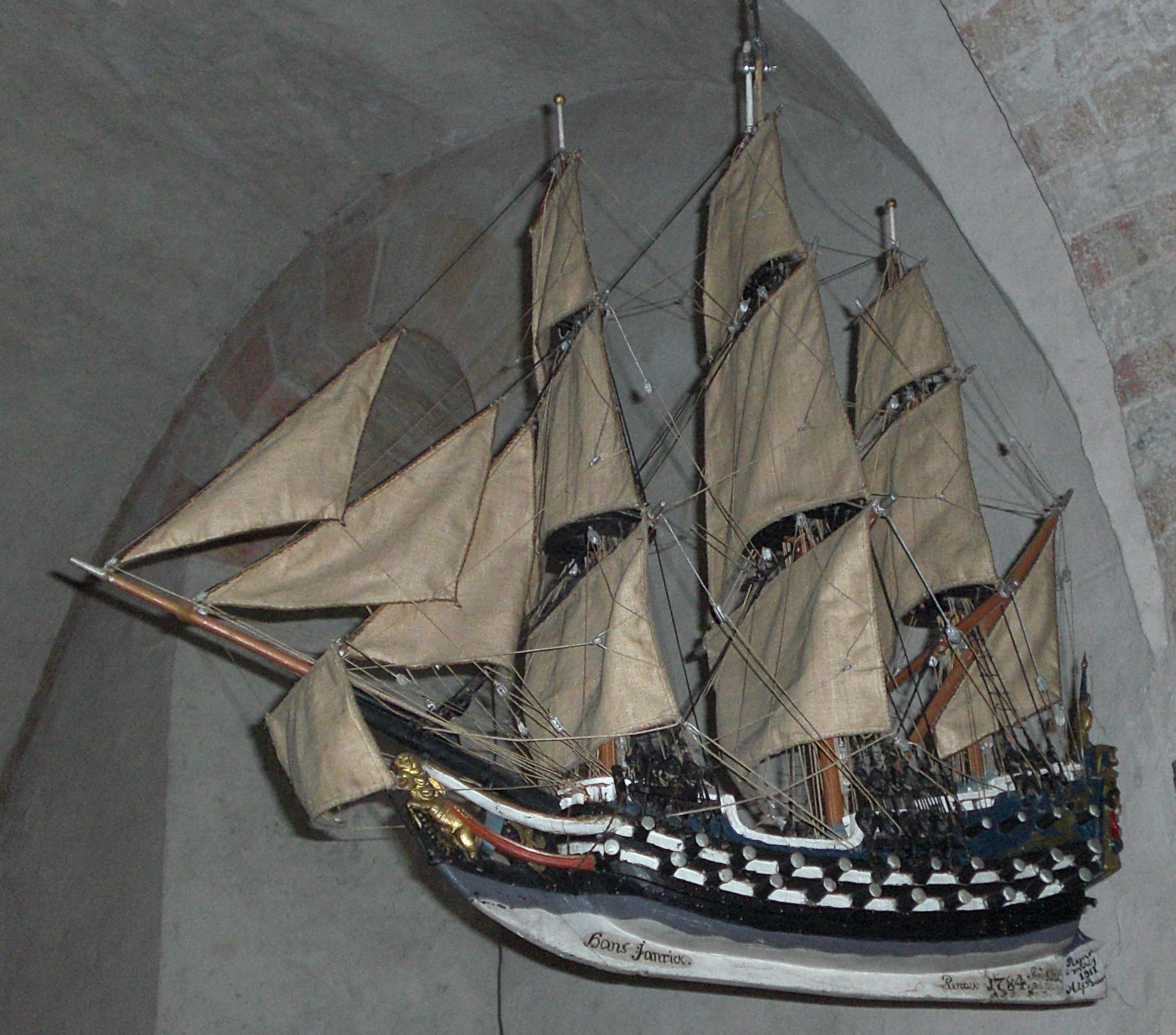
Modell des Schiffes Nyckeln

Bemerkenswert sind an der Westwand des südlichen Kreuzarms zu findende Einritzungen. Gut erkennbar ist eine Runeninschrift mit dem Text, dass Jon geschmiedet oder gemacht hat.
In der Kirche finden sich auch diverse alte Wandmalereien. So ist an der östlichen Wand des nördlichen Kreuzarms eine Darstellung der Heiligen Margareta zu erkennen. Die Darstellung stammt aus der Mitte des 13. Jahrhunderts, als die Kreuzarme mit Fresken gestaltet wurden. Das Kirchenschiff selbst wurde 1498 unter anderem durch Magnus Igeldi ausgestaltet. Es entstanden Abbildungen von Aposteln, aber auch Schmuckranken, Bandornamente und Weihekreuze.
Die heute im Chor zu erkennenden Malereien entstanden später. Während das an der Nordwand des Chors befindliche, einen Wolf zeigende Wappen Ende des 16. Jahrhunderts entstand, stammen die übrigen Malereien aus dem Jahr 1642. Es werden Szenen aus dem alten Testament dargestellt. Simson, der einen Löwen tötet, die Flucht Abschaloms, der Brudermord Kains und die Opferung Isaaks wurden dargestellt. An der Südwand sind neben langen im gotischen Still gehaltenen Inschriften auch David und Goliath sowie Batseba im Bade abgebildet. Zeitgleich wurden die spätmittelalterlichen Malereien modernisiert. Der Name des Künstlers ist unbekannt, möglicherweise war er sonst im Schloss Kalmar tätig. Bereits 1781 wurden die Malereien jedoch wieder überstrichen. Erst 1958 erfolgte eine Freilegung und Konservierung.
Bemerkenswert sind auch die reich mit Figuren verzierten Konsolen des Gewölbes. Auch der Name dieses Künstlers ist nicht überliefert. Man vermutet, dass er aus Gotland stammte.
Ältester Einrichtungsgegenstand der Kirche ist das etwa um 1300 entstandene Triumphkreuz. Die Madonna entstand Ende des 15. Jahrhunderts.
Die an der südlichen Seite stehende Kanzel wurde 1666 von den schottischen, in Kalmar tätigen Künstlern Peter und Jonas Bundie geschaffen. Die Kanzel trägt acht mit Bildern verzierte Tafeln, auf denen neben Christus sieben Apostel gezeigt werden. Etwa zur gleichen Zeit schuf Jacobus Hartmann aus Leipzig das Stundenglas.
Der Taufstein wurde im Jahr 1670 gestiftet und ist aus öländischem Kalkstein gearbeitet. Im Nordwestteil der Kirche hängt das Model des Segelschiffs Nyckeln, welches 1679 gesunken war.
In der Zeit von 1764 bis 1766 schufen der Maler And G. Wadsten und der Bildhauer Jonas Berggren den Altaraufsatz. Ebenfalls aus dem 18. Jahrhundert stammen mehrere Gegenstände wie die Kronleuchter, die Nummerntafel, die aus Silber gefertigten Abendmahlsgerätschaften, die Brautkrone sowie ein Messgewand und ein Kelchvelum.
Am 30. Juni 1964 heiratete die schwedische Prinzessin Margaretha Désirée Victoria in der Kirche ihren Ehemann John Ambler.

## Kirchhof
Auf dem Kirchhof befinden sich zwei aus dem 13. Jahrhundert stammende Grabmal-Giebelsteine. Vor dem südlichen Portal steht eine Sonnenuhr, deren Fuß ein alter Taufstein bildet. Die hölzernen Eingangstore zum Kirchhof stammen aus dem 18. Jahrhundert. In der Nähe befindliche Eisenringe dienten früher zum Anbinden der Pferde der Kirchenbesucher.

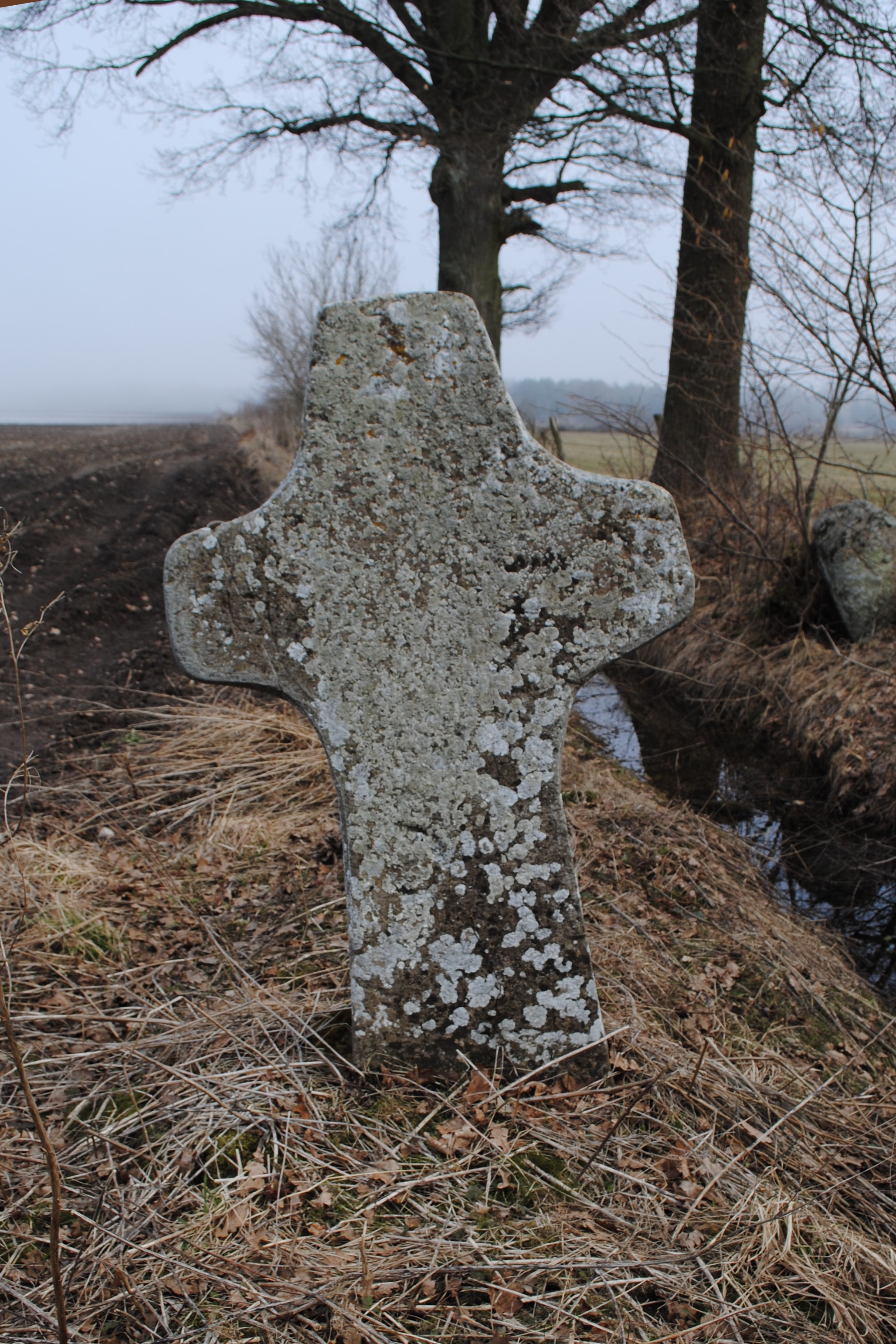
Minneskors nahe der Kirche

Im nordwestlichen Teil des Kirchhofs kann man die Grundmauern eines Gildehauses erkennen. 1968 wurde die heute vorhandene Grabkapelle gebaut. Im Pfarrhaus wurde 1793 der schwedische Dichter Erik Johan Stagnelius geboren.
200 Meter östlich bei Tjusby steht das Minneskors, eines der ältesten Steinkreuze Schwedens vermutlich aus dem 12. Jahrhundert.